# نجاح مولى مرجان
نجاح مولى مرجان الحبشي، حاجب أمير بني زياد حكّام مدينة زبيد (مدينة) باليمن. تولى الحكم منذ عام (412 هـ - 1021 م) وحتى وفاته عام (452 هـ - 1060 م). ويعتبر مؤسس أسرة بني نجاح التي حكمت زبيد حتى عام (554 هـ - 1159 م) على يد بني مهدي.
بعد موته احتل الصليحيون المدينة وضموها إليهم حتى أخذها سعيد بن نجاح عام (473 هـ- 1080 م).